# La incoherència dels filòsofs
La incoherència dels filòsofs o Tahàfut al-falàssifa (àrab: تهافت الفلاسفة, Tahāfut al-falāsifa) és una famosa obra del teòleg musulmà Abu-Hàmid al-Ghazalí, escrita al voltant de 1093.

## Contingut
Ataca sobretot els filòsofs Avicenna i al-Farabí. L'èxit del llibre és un pas important en l'ascens del sharismedins del pensament filosòfic i teològic islàmic, provocant un canvi cultural que va fugir de pensament científic.

### Heretgies
En els vint capítols, al-Ghazalí acusa en tres d'heretgia i d'abandó de la fe en l'islam.
1. La teoria d'un món etern. Al-Ghazalí escriu que Déu creà el món amb temps i igual que tot en aquest món el temps deixarà d'existir també, però Déu continuarà existint.
2. Només Déu coneix les característiques universals dels particulars, és a dir, les formes platòniques.
3. La resurrecció corporal no tindrà lloc en el més enllà, només les ànimes humanes ressuscitaran.

### Crítica a la causalitat

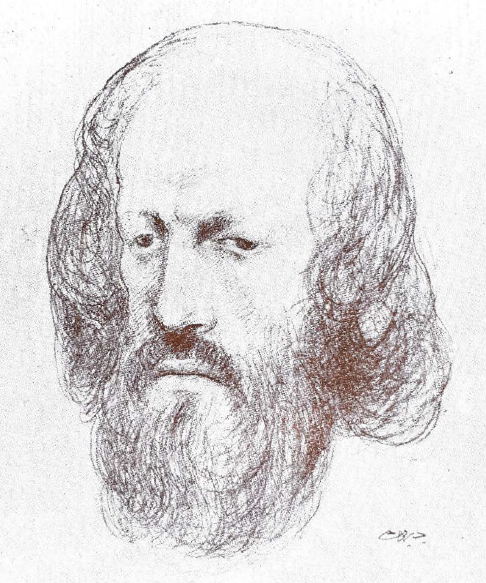
Al-Ghazalí per Khalil Gibran

Al-Ghazalí proporciona la crítica més cèlebre a les explicacions aristotèliques àrabs de la causació. El primer i més influent argument d'Al-Ghazalí contra els seus filòsofs opositors sembla apuntar a la tesi de la necessitat d'Avicenna. Escriu: 
La connexió entre el que se sol creure que és una causa i el que se sol creure que és un efecte no és necessària, al meu parer. […] La seua connexió es deu al decret anterior de Déu, que els crea un al costat de l'altre, no al fet que siga necessari en si mateix, incapaç de separació.
El problema de la inducció té un paper en els atacs a les explicacions aristotèliques de la causalitat en la natura. La filosofia natural aristotèlica es basa en l'observació repetida en la seua atribució de poders causals als cossos naturals. Al-Ghazalí nega que els fenòmens naturals involucren connexions necessàries, i hi utilitza com a exemple principal la crema del cotó quan és en contacte amb el foc.
El que realitza la crema i fa negre el cotó, [causa] separació de les seues parts, i el fa cendra; la cendra és Déu, amb mediació dels seus àngels o sense.
En suport d'aquesta opinió, argumenta:
Quant al foc, que és inanimat, no té acció. Per quina prova sabem que n'és l'agent [de la crema del cotó]? Només cal observar la crema en el moment de contacte amb el foc.

## Influència
Tingué gran influència en el misticisme i el sufisme en l'islam, i també en pensadors religiosos jueus com Yehudà ha-Leví i el seu Kuzari.
Al-Ghazali s'anticipa a la crítica a la causalitat necessària del filòsof escocés David Hume set segles abans.

## Controvèrsia
Averrois va respondre un segle després al Tahàfut al-falàssifa amb un treball titulat Incoherència de la inconsistència (Tahàfut at-tahàfut).